# Voyages Brounais
L’entreprise Voyages Brounais est une entreprise familiale de transport routier créée le 24 juillet 1876 et vendue en septembre 2005 au groupe Veolia Transport.
Elle fut la troisième entreprise de France à mettre en service un autobus type articulé dans les années 1970. Elle fut aussi la première entreprise du réseau TAN à mettre en service des Mercedes-Benz Citaro, qui se comptent maintenant par dizaines sur l’ensemble du réseau. De plus, en 2004, la ligne 99 exploitée par la société est certifiée aux normes de qualité NF Service. Brounais est ainsi le premier affrété du réseau à avoir une ligne certifiée.

## Présentation de l'entreprise et histoire
L'entreprise est implantée au sud ouest de Nantes sur la commune de La Montagne (44620). En 1876, François Bronnais (le nom deviendra Brounais à la suite d'une erreur d'enregistrement de son fils à la naissance) s'installe en tant que Voiturier Commissionnaire. L'activité consistait aux transports de marchandises à l'aide d'une paire de bœufs attelée à une charrette.

### 1905 à 1914
En 1905, il se spécialise dans les denrées périssables (beurre, œufs, volailles, légumes, etc.) : il en assure l’acheminement régulier vers les marchés de Pont Rousseau et de Nantes.
En 1914, François décide d’installer des bancs sur sa charrette afin de pouvoir transporter des personnes à la mer, par exemple. Il organise donc des excursions vers La Bernerie et Pornic.
Cette année-là est, pour beaucoup, l'année d'un départ triste puisque la guerre s'installe, les hommes partent au front laissant le soin aux femmes de s'occuper de la maison, de la ferme, de l'entreprise… François Brounais (tradition oblige, le fils porte le même prénom que son père) reviendra de cette guerre blessé, comme beaucoup, et surtout meurtri d'avoir vu son père lors d'une permission se faire écraser par sa charrette, sur le pont du Cens, à Nantes…

### L'entre deux guerres

#### Années 1920
En 1923 arrive le premier véhicule à moteur, mi-camion, mi-autocar. Il sert aux transports de marchandises la semaine, et, une fois les banquettes remontées, au transport des voyageurs le dimanche. S’il annonce la disparition rapide de la traction animale, ce nouveau mode de transport annonce un essor prodigieux pour la maison Brounais.
Les années 1924 et 1925 sont marquées par l’achat de deux véhicules plus confortables, un Latil et un UNIC de douze places.

#### Premier autocar
Il faudra attendre 1930 pour que soit acquis le premier véritable autocar, un Bernard, qui inaugure aussi la numérotation du parc en prenant le « numéro 1 ».
En 1931, les transports Brounais se lancent dans deux grandes premières : un voyage organisé à Lourdes qui marque le début d’une longue série et la création d’une ligne régulière reliant Le Pellerin à Nantes (actuelle ligne 78 du réseau TAN). En 1935, le parc est composé de cinq véhicules dont une superbe La Licorne, la dernière acquisition qui fait la fierté de l’entreprise.

### Années 1940 à 1950
De nouveaux viennent les années de guerre avec une nouvelle fois, les hommes mobilisés, le matériel réquisitionné, les populations déplacées, les femmes seules aux affaires. Le calme revenu, l'activité reprend: la demande pour les pèlerinages et autres excursions ne cesse de croitre et le besoin d'un autocar de grand tourisme se fait ressentir. Un autocar Floirat est acquis en 1950 pour assurer la demande. Les voyages augmentent, mais vont aussi de plus en plus loin... Pour la première fois, l'entreprise passe les frontières pour rallier la Yougoslavie en 1958.

### Années 1960 – 1970
Les années 1960 et 1970 constituent un « boum » du voyage et de l’excursion. L’année 1966 marque un tournant pour l’entreprise, puisqu’elle se constitue en SARL sous la houlette des deux fils qui prennent la relève : Jacques Brounais en tant que gérant, et Jean François en tant que Directeur Technique.
L’activité se répartit alors comme suit : 30 % pour le tourisme et 70 % pour les services réguliers. Ces derniers comptent 25 services d’usines et scolaires ainsi que 17 rotations Le Pellerin – Nantes. Le remisage et l’entretien sont assurés sur 2 000 m2 de garages et 400 m2 d’ateliers. L’entreprise s’ouvre encore plus au voyage par la création d’une agence à licence d’État, qui permet la vente de billets d’avions.

### 1978: Autobus articulé
En 1978, les Voyages Brounais font l’acquisition d'un autobus articulé pour assurer une desserte des facultés de Nantes qui lui a été confiée. Ils sont le troisième transporteur de France à mettre en service un autobus de ce type. Fidèle client de la Saviem, son choix se porte sur le SG 220.

### 1981: Brounais devient affrété de la Semitan
En 1981 une nouvelle étape est franchie. En effet, la CNTC (Compagnie Nantaise des transports en Commun) ayant passé la main à la STAN (Société des transports de l'agglomération Nantaise) en 1975 à la création du syndicat intercommunal, le réseau s'agrandit et voit les communes limitrophes adhérer à ce syndicat. En 1981, une nouvelle ligne fait son apparition, la 99 reliant Rezé Martyrs à Bouguenais Coteaux. Brounais devient affrété de la Semitan et démarre l'exploitation avec des autocars. Puis il fait l'acquisition à la Semitan d’un autobus Saviem SC 10 U. Puis il acquiert neuf un Renault S53 R périurbain 022.
L’année suivante, les communes de La Montagne, Saint-Jean-de-Boiseau et Le Pellerin adhérent à leur tour au syndicat intercommunal et la ligne exploitée par les Voyages Brounais devient une ligne urbaine toujours exploitée sous le numéro 99. Pour répondre à la demande, des Renault S 105 R viennent renforcer le parc.
Toujours pour faire face et renforcer le parc, deux Berliet PR100 MI à trois portes sont acquis d’occasion au réseau de Bordeaux. Entre-temps, le SG 220 est revendu et la ligne régulière n'est exploitée qu'avec des standards qui effectuent chaque jour du lundi au vendredi vingt-cinq rotations entre Le Pellerin et Pirmil, un peu moins le samedi durant les vacances scolaires et neuf les dimanches et jours fériés. Il existe aussi des renforts scolaires qui desservent plusieurs établissements de Rezé et Nantes.

### Années 1990: renforcement du parc et création ligne 89
Le renouvellement du parc justifie l’acquisition de deux Renault PR100.2 neufs en 1991 puis de trois Berliet PR 100.MI repris à la Semitan en 1994. Enfin, deux Renault PR 112 sont achetés neufs en 1996.
Cette même année, une nouvelle ligne est créée sous le numéro 89 qui nécessite deux véhicules aux heures de pointe du matin et du soir. Le nombre total d’autobus nécessaire passe ainsi à six sur les lignes régulières et sept dont deux articulés pour les services scolaires.

### Certification d’une ligne
Xavier Brounais, cogérant de la société depuis 1998, s'est impliqué fortement dans la démarche de certification NF de la ligne 99. L’entreprise qui comptait 40 salariés en 2004, a obtenu cette certification NF Service grâce à la « qualité de service fournie » : des véhicules de qualité et des conducteurs ayant une certaine qualité de prestation (alignement à l'arrêt, attention au client, port de la tenue, courtoisie, confort de conduite…). Cette certification implique un travail important pour la direction, qui doit prendre connaissance de procédures, mettre en place des méthodes de travail, envoyer des rapports au service qualité de la Semitan.
À la suite d'une enquête menée en avril 2004, il ressort que 95 % des clients sont globalement satisfaits des services offerts sur cette ligne.[source insuffisante]

### Mercedes Citaro sur le réseau TAN
Le parc s'enrichit encore de deux Mercedes-Benz O 405 neufs (les  derniers produits par Mercedes), puis l'entreprise acquiert les premiers Mercedes Citaro du réseau TAN en 2003, 2004, 2005.

### Fin de l’histoire pour la famille Brounais en 2005
En 1998, Jacques prenant sa retraite, c’est son fils, Xavier Brounais, qui le remplacera à la tête de l’entreprise aux côtés de son oncle Jean François. Mais fin 2005, ce dernier fait valoir ses droits à la retraite. Son neveu ne continuera pas l’activité et l’entreprise sera mise en vente, faute de successeur. C’est la CTA, entreprise du groupe Veolia Transport qui rachètera les Voyages Brounais.

### Parc
La société possédait une quarantaine de véhicules en 2005 (véhicules Grand tourisme, véhicules de tourisme, véhicules de lignes).